# Tjèni

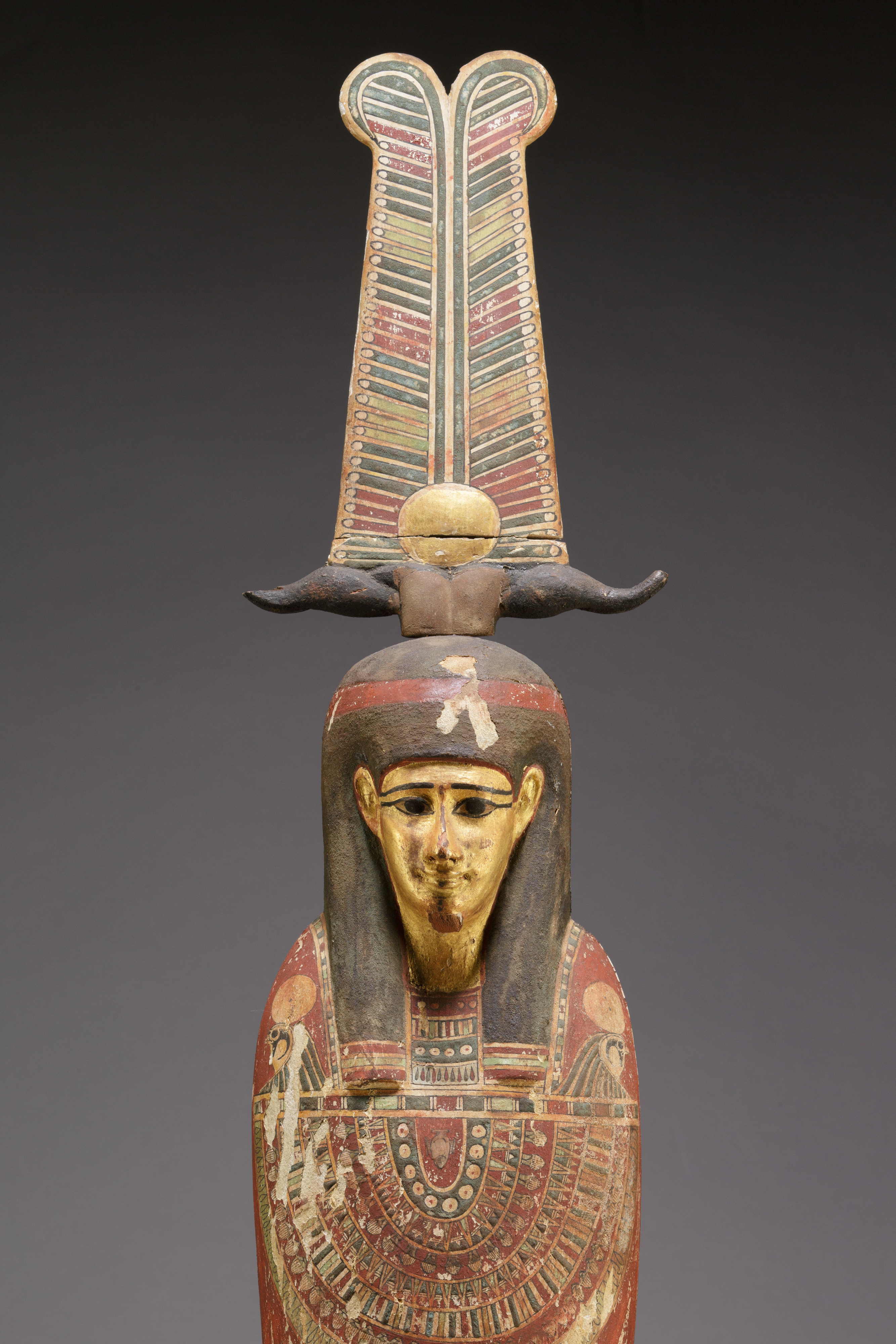
Ptah-Sokar-Osiris portant le Tjèni.

La couronne Tjèni se compose des éléments de la couronne Hénou, soit :
- à la base, deux cornes de bélier opposées l'une à l'autre (comme dans la couronne Atef)
- sur ces cornes, deux plumes d'autruche posées symétriquement, comme dans la couronne amonienne dans sa forme de base.

À ces éléments s'ajoute, au pied des deux plumes, un disque solaire.
Elle est l'attribut des dieux Taténen, Ptah (puis de Ptah-Tatenen après la fusion des deux divinités) et Sokar.

## Couronnes de l'Égypte antique
- Couronne Atef,
- Couronne blanche Hedjet,
- Couronne bleue Khépresh,
- Couronne Hemhem,
- Couronne Hénou,
- Couronne rouge Decheret,
- Couronne Ourerèt,
- Couronne Tjèni,
- Bandeau Seshed,
- Coiffe Némès,
- Double couronne Pschent.